# Кинофестиваль в Авориазе 1974 года
II Международный фестиваль фантастического кино в Авориазе (фр. Le Festival international du film fantastique d’Avoriaz}) проходил во французских Альпах (Франция) в январе 1974 года.

## Жюри
- Сильвия Монфор (Sylvia Montfort)— президент
- Жак Дониоль-Валькроз
- Жан Эсташ
- Ромен Гари
- Фред Хейнс (Fred Haines)
- Эрик Лосфелд (Eric Losfeld)
- Франсуа Нурисье (François Nourissier)
- Луис Поуэлс (Louis Pauwels)
- Ги Пелларт (Guy Peellaert)
- Александр Петрович
- Ингрид Питт
- Ролан Топор

## Лауреаты
- Гран-при: «Зеленый сойлент» (Soylent Green), США, 1973, режиссёр Ричард Флейшер
- Второй приз: "Вопль (Hex, aka Shrieking), США, 1973, режиссёр Лео Гарен
- Специальный приз жюри: «Крот» (El Topo), Мексика-США, 1970, режиссёр Алехандро Ходоровский